# Liste der russischen Botschafter in Schweden
Die Liste der russischen Botschafter in Schweden enthält die bisher 60 Botschafter Russlands in Schweden beginnend ab 1607.

## Liste der russischen Botschafter in Schweden
| Ernannt / Akkreditiert | Name in lateinischen Buchstaben       | russisch                           | Bild / Bemerkungen | ernannt während der Regierung von   | akkreditiert während der Regierung von | Posten verlassen |
| ---------------------- | ------------------------------------- | ---------------------------------- | --- | ----------------------------------- | -------------------------------------- | ---------------- |
| 1607                   | Fjodor Petrowitsch Borjatinski        | Фёдор Петрович Борятинский         | | Wassili IV.                         | Karl IX.                               | 1607             |
| Juni 1700              | Andrei Jakowlewitsch Chilkow          | Андрей Яковлевич Хилков            | | Peter I.                            | Karl XII.                              | Sep. 1700        |
| 1721                   | Michail Petrowitsch Bestuschew-Rjumin | Михаил Петрович Бестужев-Рюмин     | | Peter I.                            | Friedrich                              | 1725             |
| Sep. 1725              | Wassili Lukitsch Dolgorukow           | Василий Лукич Долгоруков           | | Katharina I.                        | Friedrich                              | Mai 1727         |
| 1725                   | Nikolai Fjodorowitsch Golowin         | Николай Фёдорович Головин          | | Katharina I.                        | Friedrich                              | Jan. 1732        |
| 1731                   | Michail Petrowitsch Bestuschew-Rjumin | Михаил Петрович Бестужев-Рюмин     | | Anna                                | Friedrich                              | 1741             |
| 3. Jan. 1744           | Johann Ludwig Luberas von Pott        | Иоганн Людвиг Люберас фон Потт     | | Elisabeth                           | Friedrich                              | 12. Dez. 1745    |
| 25. Mai 1745           | Alexej Michailowitsch Puschkin        | Алексей Михайлович Пушкин          | | Elisabeth                           | Friedrich                              | 23. Jan. 1746    |
| 23. Jan. 1746          | Johann Albrecht von Korff             | Иоганн Альбрехт Корф               | | Elisabeth                           | Friedrich                              | 31. Jan. 1748    |
| 1748                   | Nikita Iwanowitsch Panin              | Никита Иванович Панин              | [ 2 ] | Elisabeth                           | Friedrich                              | 1760             |
| 1760                   | Iwan Andrejewitsch Ostermann          | Иван Андреевич Остерман            | (* 1725; † 1811) | Elisabeth                           | Adolf Friedrich                        | 1774             |
| 1774                   | Iwan Matwejewitsch Simolin            | Иван Матвеевич Симолин             | | Katharina II.                       | Gustav III.                            | 1779             |
| 1779                   | Alexei Semjonowitsch Mussin-Puschkin  | Алексей Семёнович Мусин-Пушкин     | | Katharina II.                       | Gustav III.                            | 1785             |
| 15. März 1783          | Arkadi Iwanowitsch Morkow             | Аркадий Иванович Морков            | | Katharina II.                       | Gustav III.                            | 19. Mai 1786     |
| 19. Mai 1786           | Andrei Kirillowitsch Rasumowski       | Андрей Кириллович Разумовский      | | Katharina II.                       | Gustav III.                            | 1789             |
| Apr. 1791              | Otto Magnus von Stackelberg           | Отто Магнус Штакельберг            | | Katharina II.                       | Gustav III.                            | 1796             |
| 1793                   | Sergei Petrowitsch Rumjanzew          | Сергей Петрович Румянцев           | | Katharina II.                       | Gustav IV. Adolf                       | 1794             |
| 16. Mai 1796           | Andreas von Budberg                   | Андрей Яковлевич Будберг           | | Paul I.                             | Gustav IV. Adolf                       | 16. Mai 1796     |
| 29. Juni 1803          | David Maximowitsch Alopaeus           | Давид Максимович Алопеус           | | Alexander I.                        | Gustav IV. Adolf                       | 9. Feb. 1803     |
| 28. Okt. 1809          | Jan Pieter van Suchtelen              | Пётр Корнилович Сухтелен           | Botschafter in besonderer Mission | Alexander I.                        | Karl XIII.                             | 1811             |
| 2. Juli 1811           | Paul von Nicolay                      | Павел Андреевич Николаи            | Geschäftsträger: Paul von Nicolay (seit 1782: von) (* 1777 † 1866) 1816-1847 Gesandter in Kopenhagen, Sohn von Ludwig Heinrich von Nicolay. | Alexander I.                        | Karl XIII.                             | 30. Aug. 1812    |
| 15. Sep. 1812          | Grigori Alexandrowitsch Stroganow     | Григорий Александрович Строганов   | | Alexander I.                        | Karl XIII.                             | 2. Juli 1816     |
| 1816                   | Jan Pieter van Suchtelen              | Пётр Корнилович Сухтелен           | | Alexander I.                        | Karl XIII.                             | 6. Jan. 1836     |
| 17. Jan. 1836          | Alexander Andrejewitsch Bodisko       | Александр Андреевич Бодиско        | Geschäftsträger | Nikolaus I.                         | Karl XIV. Johann                       | 16. März 1837    |
| 20. Juni 1836          | Lew Sewerinowitsch Potocki            | Лев Северинович Потоцкий           | Lew Sewerinowitsch Potocki. Ließ bei Jalta den Liwadija-Palast erbauen, den 1861 das Ministerium der Apanagen ankaufte. | Nikolaus I.                         | Karl XIV. Johann                       | 31. Mai 1839     |
| 31. Mai 1839           | Andrzej Matuszewicz                   | Адам Фаддевич Матушевич            | (* 1796 in Warschau; † 1842 in Sankt Petersburg) kongresspolnischer Staatsmann und Diplomat, 1830–1834: Ambassador to the Court of St James’s. | Nikolaus I.                         | Karl XIV. Johann                       | 20. Mai 1842     |
| 22. Mai 1841           | Dmitri Grigorjewitsch Glinka          | Дмитрий Григорьевич Глинка         | Geschäftsträger | Nikolaus I.                         | Karl XIV. Johann                       | 14. März 1844    |
| 6. Dez. 1843           | Alexander Sergejewitsch Kriedener     | Александр Сергеевич Криденер       | | Nikolaus I.                         | Karl XIV. Johann                       | 6. Jan. 1852     |
| 26. Feb. 1852          | Jakow Andrejewitsch Daschkow          | Яков Андреевич Дашков              | | Nikolaus I.                         | Oskar I.                               | 28. Feb. 1872    |
| 4. März 1872           | Nikolai Karlowitsch de Giers          | Николай Карлович Гирс              | | Alexander II.                       | Axel Adlercreutz                       | 2. Dez. 1875     |
| 6. Dez. 1875           | Grigori Nikolajewitsch Okunew         | Григорий Николаевич Окунев         | (* 1823; † 19. Dezember 1883 in Stockholm) 1849 bis 1856 Gesandter am Hof des Großherzogtum Toskana. 1856–1871 Geschäftsträger in Paris | Alexander II.                       | Edvard Carleson                        | 19. Dez. 1883    |
| 8. Feb. 1884           | Nikolai Pawlowitsch Schischkin        | Николай Павлович Шишкин            | | Alexander III.                      | Robert Themptander                     | 12. März 1891    |
| 12. März 1891          | Iwan Alexejewitsch Sinowjew           | Иван Алексеевич Зиновьев           | (1835–1917) | Alexander III.                      | Erik Gustaf Boström                    | 1. Juli 1897     |
| 1. Juli 1897           | Jewgeni Karlowitsch Bützow            | Евгений Карлович Бюцов             | | Nikolaus II.                        | Erik Gustaf Boström                    | 1906             |
| 1909                   | Fjodor Andrejewitsch Budberg          | Фёдор Андреевич Будберг            | (* 7. November 1851; † 23. Februar 1916 in Madrid) ab 1909 Botschafter in Madrid | Nikolaus II.                        | Arvid Lindman                          | 1909             |
| 1910                   | Wassili Sergejewitsch Sergejew        | Василий Сергеевич Сергеев          | (* 1850; † 1910) 1900 Gesandtschaftsrat im Außenministerium. 1906–1909 außerordentlicher Gesandter und bevollmächtigter Minister in Belgrad | Nikolaus II.                        | Arvid Lindman                          | 1910             |
| 1910                   | Kirill Michailowitsch Naryschkin      | Кирилл Михайлович Нарышкин         | (* 1855; † 1921) 1904: Ministerresident beim Heiligen Stuhl, 1906 außerordentlichen Gesandten und bevollmächtigten Minister in Württemberg. | Nikolaus II.                        | Arvid Lindman                          | 1912             |
| 1912                   | Alexander Alexandrowitsch Sawinski    | Александр Александрович Савинский  | | Nikolaus II.                        | Karl Staaff                            | 1913             |
| 1913                   | Anatoli Wassilewitsch Nekljudow       | Анатолий Васильевич Неклюдов       | (* 1856; † 18. September 1943 in Nizza) ab April 1917 Gesandter in Madrid. | Nikolaus II.                        | Karl Staaff                            | 1919             |
| 1919                   | Wazlaw Wazlawowitsch Worowski         | Вацлав Вацлавович Воровский        | | Alexei Iwanowitsch Rykow            | Carl Swartz                            | 1921             |
| 1921                   | Platon Michailowitsch Kerschenzew     | Платон Михайлович Керженцев        | | Alexei Iwanowitsch Rykow            | Oscar von Sydow                        | 1923             |
| 1923                   | Walerian Walerianowitsch Obolenski    | Валериан Валерианович Оболенский   | | Alexei Iwanowitsch Rykow            | Ernst Trygger                          | 1924             |
| 1924                   | Walerian Saweljewitsch Dowgalewski    | Валериан Савельевич Довгалевский   | März bis Oktober 1927 – sowjetischer Botschafter in Japan. 1927–1934: sowjetischer Botschafter in Paris | Alexei Iwanowitsch Rykow            | Hjalmar Branting                       | 1927             |
| 1927                   | Wiktor Leontjewitsch Kopp             | Виктор Леонтьевич Копп             | | Alexei Iwanowitsch Rykow            | Carl Gustaf Ekman                      | 1930             |
| 1930                   | Alexandra Michailowna Kollontai       | Александра Михайловна Коллонтай    | Von 1930 bis 1945 war Alexandra Michailowna Kollontai die weltweit erste Botschafterin in Stockholm akkreditiert, hier auf einem Porträt von Albert Engström. | Wjatscheslaw Michailowitsch Molotow | Carl Gustaf Ekman                      | 1945             |
| 1945                   | Ilja Semjonowitsch Tschernyschow      | Илья Семёнович Чернышёв            | 11. Dezember 1961 – 21. Oktober 1962: Botschafter in Rio de Janeiro. | Josef Stalin                        | Per Albin Hansson                      | 1949             |
| 1949                   | Alexander Nikititsch Abramow          | Александр Никитич Абрамов          | Am 4. Dezember 1953 übergab Abramow (rechts) sein Akkreditierungsschreiben Jizchak Ben Zwi er war von 1953 bis 1958 Botschafter in Tel Aviv, 1959–1962: Botschafter in Kambodscha. 1960–1962: Botschafter in Laos, 1962–1964: Botschafter in Algier, 1966–1968: Botschafter in Dahomey. | Josef Stalin                        | Östen Undén                            | 1950             |
| 1950                   | Konstantin Konstantinowitsch Rodionow | Константин Константинович Родионов | Admiral, 1945–1947: Botschafter in Athen | Josef Stalin                        | Östen Undén                            | 1956             |
| 1956                   | Fjodor Tarassowitsch Gussew           | Фёдор Тарасович Гусев              | Arthur Harris bekommt von Gussew den Suworoworden. 1942–43: Botschafter in Ottawa, 1943–46: Ambassador to the Court of St James’s. | Nikolai Alexandrowitsch Bulganin    | Tage Erlander                          | 1962             |
| 30. Juni 1962          | Nikolai Dmitrijewitsch Belochwostikow | Николай Дмитриевич Белохвостиков   | | Nikita Sergejewitsch Chruschtschow  | Tage Erlander                          | 8. Apr. 1967     |
| 8. Apr. 1967           | Wiktor Fjodorowitsch Malzew           | Виктор Фёдорович Мальцев           | 16. Mai 1971 – 27. Dezember 1973: Botschafter Helsinki, 2. Januar 1974 – 24. Dezember 1977: Botschafter in Neu-Delhi, 27. Mai 1986 – 28. November 1988 Botschafter in Belgrad. | Leonid Iljitsch Breschnew           | Tage Erlander                          | 17. Apr. 1971    |
| 1971                   | Michail Danilowitsch Jakowlew         | Михаил Данилович Яковлев           | 1960–1961: Botschafter in Leopoldville, 1961 bis 1965: Botschafter in Bagdad. | Leonid Iljitsch Breschnew           | Olof Palme                             | 1982             |
| 1982                   | Boris Dmitrijewitsch Pankin           | Борис Дмитриевич Панкин            | | Leonid Iljitsch Breschnew           | Olof Palme                             | 1990             |
| 1990                   | Nikolai Nikolajewitsch Uspenski       | Николай Николаевич Успенский       | | Michail Sergejewitsch Gorbatschow   | Ingvar Carlsson                        | 1991             |
| 22. Okt. 1991          | Oleg Alexejewitsch Grinewski          | Олег Алексеевич Гриневский         | Ab 1992 Botschafter der Russischen Föderation. | Boris Nikolajewitsch Jelzin         | Carl Bildt                             | 1997             |
| 1997                   | Nikolai Nikolajewitsch Uspenski       | Николай Николаевич Успенский       | | Boris Nikolajewitsch Jelzin         | Göran Persson                          | 2001             |
| 2001                   | Nikolai Iwanowitsch Sadtschikow       | Николай Иванович Садчиков          | Seit 13. Januar 2013 Botschafter beim Heiligen Stuhl | Wladimir Wladimirowitsch Putin      | Göran Persson                          | 2005             |
| 2005                   | Alexander Michailowitsch Kadakin      | Александр Михайлович Кадакин       | 1993–1997: Botschafter in Katmandu, 1999–2004: Botschafter in Neu-Delhi, seit 27. Oktober 2009 wieder Botschafter in Neu-Delhi. | Wladimir Wladimirowitsch Putin      | Göran Persson                          | 2009             |
| 4. Sep. 2009           | Igor Swjatoslawowitsch Newerow        | Игорь Святославович Неверов        | | Dmitri Anatoljewitsch Medwedew      | Fredrik Reinfeldt                      | 7. Mai 2014      |
| 7. Mai 2014            | Wictor Iwanowitsch Tatarinzew         | Виктор Иванович Татаринцев         | 17. April 2006 – 18. Januar 2010: Botschafter in Island. | Wladimir Wladimirowitsch Putin      | Fredrik Reinfeldt                      |                  |

## Botschaftsgebäude
Ab 1810 war die Botschaft in der von Jan Pieter van Suchtelen gemieteten Villa Beylon in der Gemeinde Solna untergebracht.

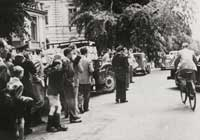
Ab 1936 war die Botschaft in der Villagatan 17; am 16. Juni 1952 versammelten sich Schweden vor der Botschaft nach dem die Catalina-Affäre bekannt geworden war.
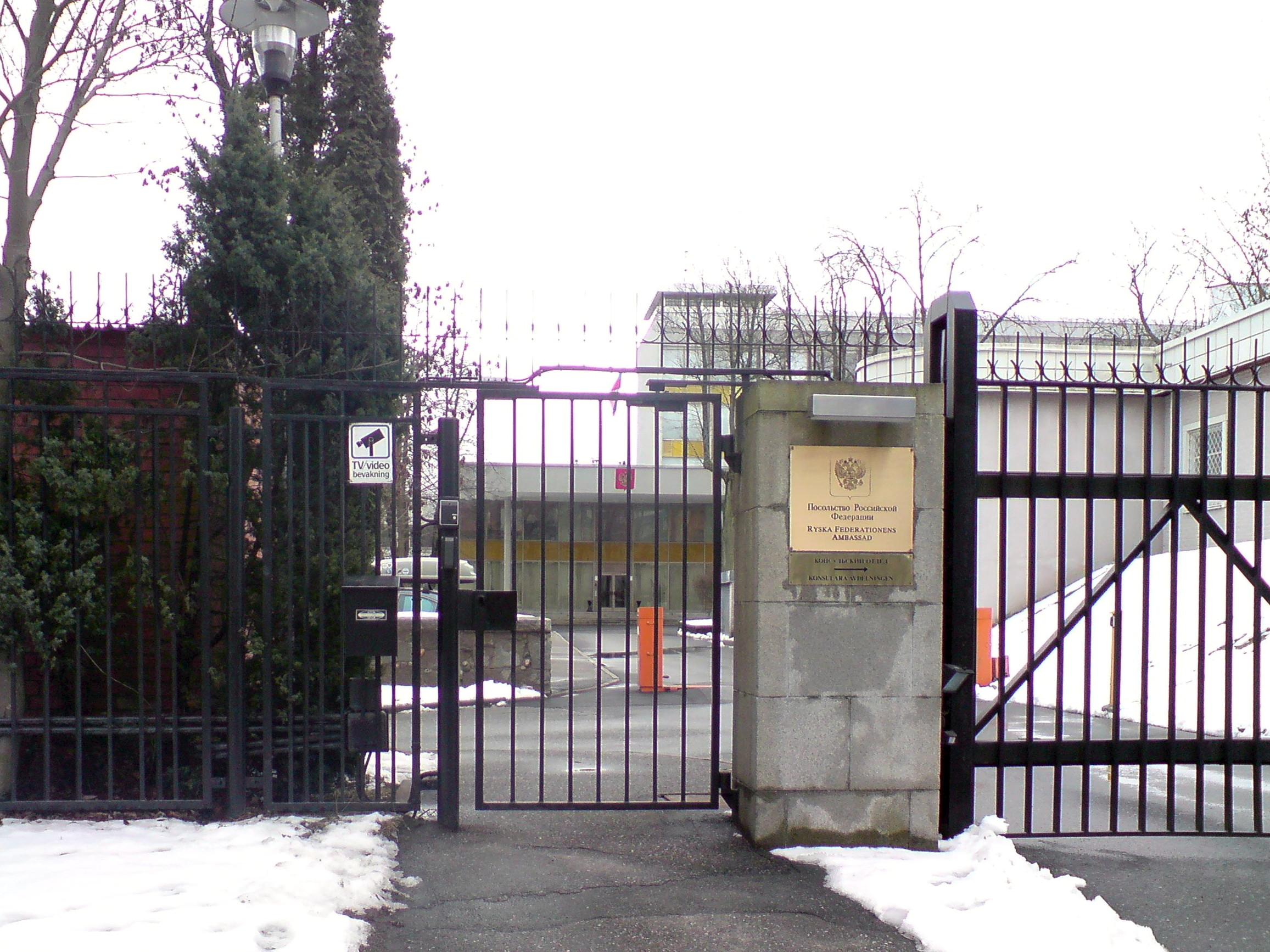
Seit 1972 befindet sie sich in der Gjörwellsgatan 31 in Marieberg im Stadtbezirk Kungsholmen in Stockholm.
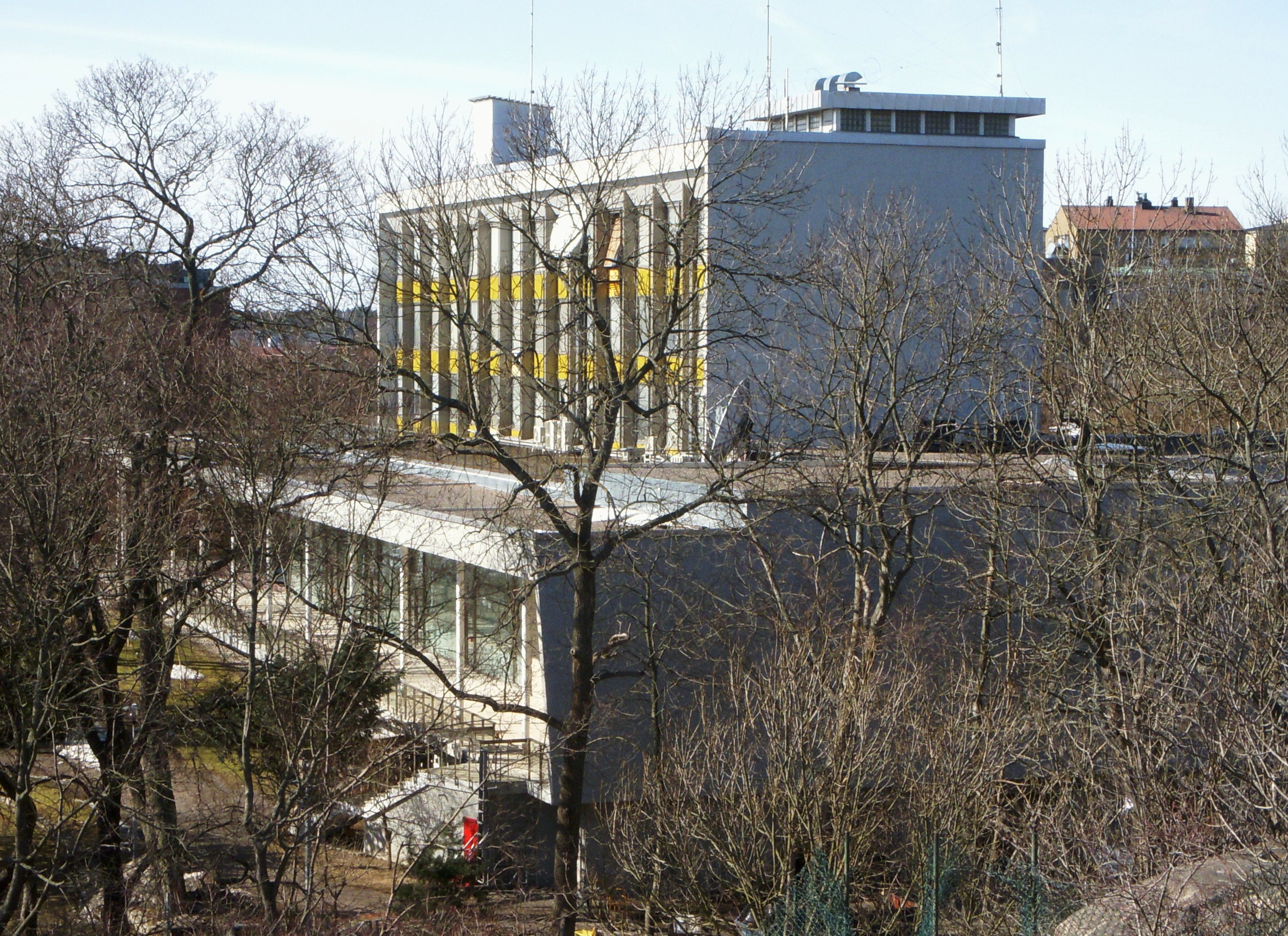
Ansicht der Botschaft von Mariebergsvägen, im März 2011.

## Erste akkreditierte Diplomatin weltweit
Ab 1930 war Alexandra Michailowna Kollontai die erste akkreditierte Diplomatin weltweit.

## Kraftfahrzeugkennzeichen der russischen Mission
Die Kraftfahrzeugkennzeichen der russischen Mission beginnen mit den Buchstaben DL.